# La viuda alegre (pel·lícula de 1934)
La viuda alegre (The Merry Widow) és una pel·lícula estrenada el 2 de novembre de 1934, dirigida per Ernst Lubitsch i protagonitzada per Maurice Chevalier i Jeanette MacDonald. És una lliure adaptació de l'opereta La vídua alegre de Franz Lehar. Paral·lelament es van realitzar tres versions addicionals de la pel·lícula per als mercats dels Estats Units, Anglaterra, França i Bèlgica (La veuve joyeuse). Es va rodar doncs en dos idiomes diferents però es van realitzar alguns retocs per al públic belga i anglès, que consistien en suprimir referències còmiques al rei o a la família real. Va ser doblada al català per TV3 emetent-se per primera vegada l'any 1990.

## Argument
La pel·lícula comença l'any 1885 en el regne imaginari de Marshovia. El seu protagonista és el comte Danilo, capità de la guàrdia real, un gran seductor. Durant una desfilada en la que totes les noies el criden a mesura que avancen pel carrer descobreix una noia vídua amb vel que no ha sucumbit als seus encants, la jove i atractiva Madame Sonia. La noia porta vel en públic perquè un edicte reial així ho obliga a les vídues, i quan Danilo la segueix en un parc refusa mostrar el seu rostre tot i els requeriments del comte. Malgrat que ella el rebutja, en els següents dies no pot evitar de pensar contínuament en ell i recupera les ganes de relacionar-se amb altres homes, declara finalitzat el dol i viatja a París on tota una sèrie de pretendents se la disputen per la seva riquesa. Sonia posseeix la major fortuna del país, posseeix per exemple un 50% de totes les vaques del país i, per tant, controla l'economia del petit país.
El rei Achmed II alarmat pel fet que si es casa amb un estranger aquest pugui tenir una gran influència sobre el país demana consell a la seva dona, la reina Dolores, sobre quin marshovià podria ser un bon pretendent que la conquerís. Després que la reina hagi vetat tots els candidats proposats per rei, aquest l'enxampa mantenint una entrevista en el seu dormitori amb el comte Danilo. El rei no vol fer públic l'escàndol però com a càstig, envia Danilo a París a conquerir Sonia i casar-se amb ella.
Un cop instal·lat en l'hotel a París, abans d'anar a l'ambaixada a buscar instruccions, decideix visitar Maxim’s un dels cabarets favorits dels amants del can-can. En el moment de sortir de la seva cambra, Sonia, que està a l'habitació del costat el descobreix i abandonant l'horda de seguidors interessats el segueix a Maxim’s. Allà Danilo coneix Popoff, l'ambaixador de Marshovia, que li explica el seu pla secret per ajudar-lo a conquerir la vídua durant el ball que tindrà lloc a l'ambaixada la nit següent. Quan Sonia arriba a Maxim’s, es confosa amb una actriu del cabaret i es assetjada per Danilo, que no la coneix; ella assegura dir-se Fifí. Irritada per l'actitud de Danilo, Sonia coqueteja amb diversos homes davant del comte tot rient de la gelosia del comte. Després, s'asseuen en una taula a beure xampany i ella actua de manera molt seductora fins que Danilo li diu que li agraden les cabareteres perquè mai es pregunten pel demà. Aleshores Sonia li diu que ella és una dama i l'abandona. Ensorrat per la marxa de Sonia, Danilo no apareix al ball de l'ambaixada. Quan el busquen, el seu ordenança, Mishka, el troba i borratxo a Maxim's. En el seu estat, Danilo revela la seva missió diplomàtica a les noies del Maxim’s i arrossegat al ball malgrat seu.
Després que Popoff l'amenaci amb un judici militar si es nega a conquerir la vídua, Danilo es prepara per complir el seu deure i es troba amb Sonia descobrint que ella i Fifí són la mateixa persona. Tot i la seva alegria, ell amaga els seus sentiments quan ella el rebutja. Finalment Danilo aconsegueix convèncer Sonia de que n'està enamorat i del seu propòsit de renunciar a la seva vida de Casanova i casar-se.

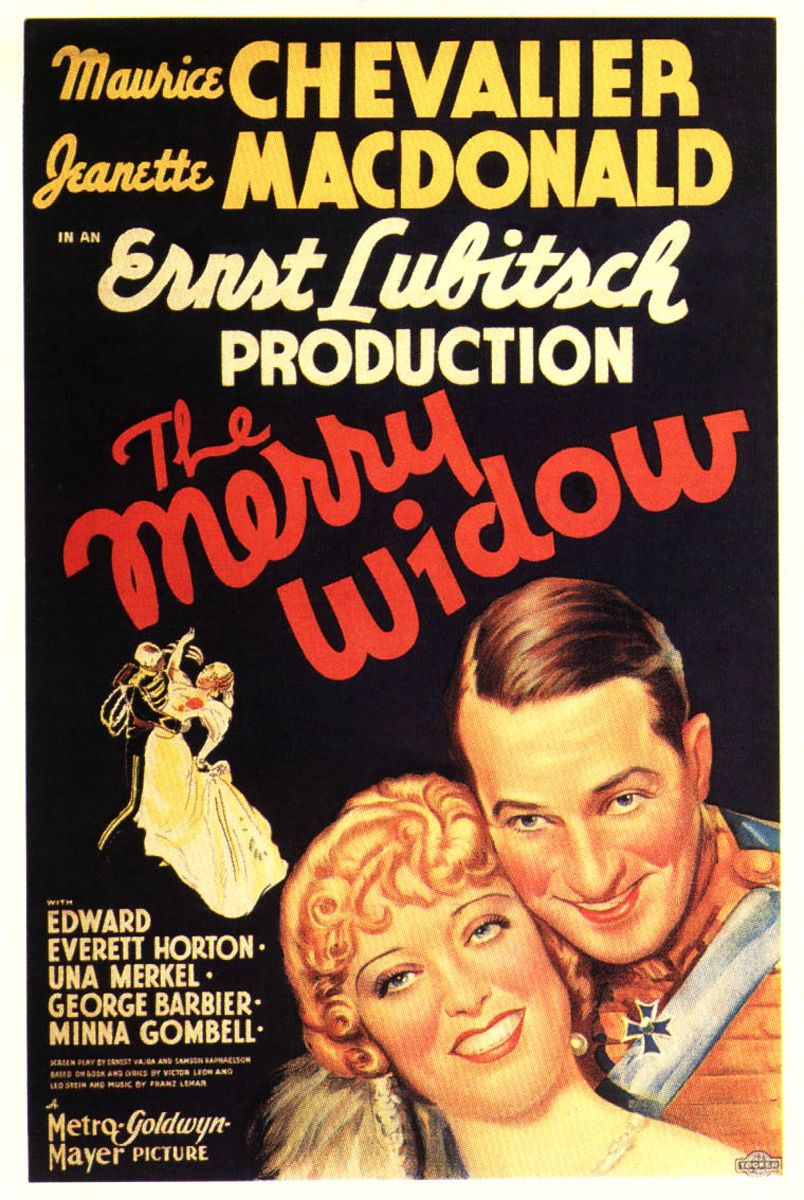
Pòster de la pel·lícula

L'alegria de Danilo dura poc, ja que Sonia sent que Popoff li explica a Danilo que, com que els diaris de Marshovia estan a punt de publicar la història de com s'ha aconseguit atrapar la vídua, s'hauria de casar amb ella aquella nit. Danilo es nega a participar més en el complot i és enviat a Marshovia per ser jutjat. Tot i que ella continua pensant que és un seductor sense cor, el visita a la presó abans de l'execució induïda per Popoff. Allà la parella finalment es casa i ell és alliberat.

## Repartiment

### Versió anglesa
- Maurice Chevalier (comte Danilo)
- Jeanette MacDonald (Madame Sonia)
- Edward Everett Horton (Ambaixador Popoff)
- Una Merkel (reina Dolores)
- George Barbier (rei Achmed II)
- Minna Gombell (Marcelle)
- Ruth Channing (Lulu)
- Sterling Holloway (ordenança Mishka)
- Donald Meek (criat)
- Herman Bing (Zizipoff)

### Versió francesa
- Maurice Chevalier (comte Danilo)
- Jeanette MacDonald (Missia)
- Marcel Vallée (ambaixador)
- Danièle Parola (la reina)
- André Berley (el rei)
- Fifi D'Orsay (Marcelle)
- Pauline Garon (Lola)
- George Davis (ordenança)
- Jean Perry (criat)
- Akim Tamiroff (Turk)

## Fitxa tècnica
- Director: Ernst Lubistch
- Ajudant de direcció: Joseph M. Newman
- Guió: Ernest Vajda i Samson Raphaelson
- Coreògrafia: Albertina Rasch[4]
- Fotografia: Oliver Marsh
- Productor: Irving G. Thalberg
- Durada: 107 minuts
- Direcció artística: Cedric Gibbons i Fredric Hope
- Muntatge: Frances Marsh i Adrienne Fazan
- Decorats: Fredric Hope
- Vestuari: Adrian Adolph Greenberg i Ali Hubert
- Maquillatge: Robert J. Schiffer
- So: Douglas Shearer
- Música: Lorenz Hart (lletres), Gus Kahn (lletres), Herbert Stothart (adaptació de la música de Lehar)
- Productora: Metro-Goldwyn-Mayer
- Distribució: Loew's, Inc.

## Producció
La MGM havia adquirit els drets de l'opereta de Franz Lehar el 1923 i va realitzar una versió muda de la història el 1925. Amb l'aparició del sonor, l'estudi va voler fer un remake però va perdre els drets de fer-ho en un judici. El principal problema era que la història estava basada en la reialesa de Montenegro en la que existia un príncep Danilo com el de l'opereta que va ser qui va demandar la productora. El 1928 la MGM va comprar-ne de nou els drets a Lehar i va anunciar que Sidney Franklin la dirigiria i que Albert Lewin i Ernest Vajda n'escriurien l'adaptació però que l'adaptarien per evitar un nou judici. En principi s'havia d'estrenar el 1930. A més a més, Erich von Stroheim, director de la versió de 1925, va reclamar la propietat del punt de vista de la història tal com s'havia adaptat el 1925 i va amenaçar de portar a judici la companyia si s'usava en la nova versió. Per tots aquests obstacles la MGM va aturar la producció de la pel·lícula fins que es van assolir acords satisfactoris per a tothom.
La contractació de la parella protagonista no va ser una feina fàcil. Chevalier, després de signar el contracte per participar en la producció, va fer-se enrere perquè volia "allunyar-se del paper d'home encantador" i va demanar una història més terrenal. Tot i que a l'agost de 1933, Chevalier era considerat de nou com l'actor que faria el paper de Danilo, més tard, a l'octubre de 1933 encara considerava seriosament John Gilbert per aquest paper. D'acord amb el seu contracte, Maurice Chevalier tenia dret a aprovar qui seria la co-protagonista de la pel·lícula. Com que ja havia treballat en tres altres ocasions amb Jeanette MacDonald, Chevalier va insistir en canviar de co-protagonista i va proposar Grace Moore, tot i que Lubitsch preferia MacDonald. Com que desavinences contractuals posposaven l'inici de la producció, es van proposar altres actrius com la britànica Evelyn Laye. També es va proposer Gloria Swanson. Al final Chevalier es va rentar les mans en l'assumpte i Thalberg va acabar contractant MacDonald. La filmació va començar el 9 d'abril de 1934 i va requerir de 13 setmanes per a finalitzar totes les versions.
Quan la pel·lícula es va acabar de produir, el nou codi de decència de les pel·lícules a Hollywood s'aplicava de manera estricta de manera des de feia molt pocs mesos (juliol de 1934). Això va provocar l'endarreriment de l'estrena, ja que els censors van demanar d'eliminar diferents escenes que diferents escenes de la pel·lícula van ser censurades. 13 escenes eliminades pretenien diluir la imatge de Danilo com a Casanova, també es van eliminar aquells elements que suggerien que Maxim's era un prostíbul i una escena en la que Sonia apareixia semi-nua. El problema va ser que les còpies de la pel·lícula ja estaven fetes i distribuïdes de manera que Thalberg va haver d'escriure a tots els punts de distribució per donar instruccions precises dels talls que s'havien de fer en cada còpia.

## La vídua alegre dins la filmografia de Lubitsch
Lubitsch ja havia dirigit per a la Paramount dues operetes interpretades per Maurice Chevalier, The Love Parade (1929, també amb Jeanette MacDonald) i The Smiling Lieutenant (1931) de manera que va ser lògic que la MGM pensés en ells dos per a la realització de La viuda alegre. Aquesta seria la darrera opereta de Lubitsch i la darrera col·laboració amb Chevalier, tancant d'aquesta manera una etapa en la filmografia del director.

## Premis i reconeixements
Cedric Gibbons i Fredric Hope van guanyar l'Oscar a la millor direcció artística.